# Opiliaceae
Opiliaceae Valeton, 1886 è una famiglia di piante angiosperme dell'ordine Santalales.

## Tassonomia
La famiglia comprende i seguenti generi:
- Agonandra Miers ex Benth.
- Anthobolus R.Br.
- Cansjera Juss.
- Champereia Griff.
- Gjellerupia Lauterb.
- Lepionurus Blume
- Melientha Pierre
- Opilia Roxb.
- Pentarhopalopilia (Engl.) Hiepko
- Rhopalopilia Pierre
- Urobotrya Stapf